# کامپتون (آرکانزاس)
کامپتون (به انگلیسی: Compton) یک منطقهٔ مسکونی در ایالات متحده آمریکا است که در شهرستان نیوتون، آرکانزاس واقع شده‌است. کامپتون ۶۵۹٫۹ متر بالاتر از سطح دریا واقع شده‌است.